# Diagramă Venn

Mulțimile A, B şi C reprezentate prin diagrame Venn

Metoda diagramelor Venn reprezintă o modalitate de verificare a validității inferențelor (imediate și mediate) prin reprezentări grafice.
Metoda în sine constă în intersectarea unui număr de cercuri, fiecare cerc reprezintă un termen al inferenței. 
Doi termeni ai unei propoziții categorice de tipul "Toți S sunt P" - SaP, sunt reprezentați prin metoda diagramelor Venn prin două cercuri intersectate corespunzătoare celor 2 termeni: S și P. Întrucât raționamentul este de tipul SaP, sfera lui S din afara sferei lui P este vidă, și este hașurată, partea de intersecție dintre S și P reprezintă întregul univers de discurs al lui S - și implicit reprezentarea propoziției categorice.
În cazul inferențelor mediate (silogismele), conform primei legi silogistice, există trei termeni: termenii extremi S și P și termenul mediu M. Reprezentarea grafică constă în intersectarea celor trei cercuri corespunzătoare termenilor. Pe această diagramă sunt reprezentate grafic, exclusiv premisele: modul silogistic corespunzător este valid dacă și numai dacă prin reprezentarea grafică doar a premiselor a rezultat automat reprezentarea grafică a concluziei.
Diagramele Venn au fost concepute în jurul anului 1880 de către logicianul englez John Venn.